# Phorbia haberlandti
Phorbia haberlandti este o specie de muște din genul Phorbia, familia Anthomyiidae. A fost descrisă pentru prima dată de Ignaz Rudolph Schiner în anul 1866. Conform Catalogue of Life specia Phorbia haberlandti nu are subspecii cunoscute.